# Curse of the Erotic Tiki
Curse of the Erotic Tiki ist ein US-amerikanischer Erotikfilm des Regisseurs Fred Olen Ray, der 2004 als Fernsehproduktion und für den DVD-Markt gedreht wurde. Er wird auch als Bikini a Go-Go vermarktet.

## Handlung
Brad betreibt einen Surf-Laden am Strand und befindet sich in einer Beziehung mit Janet. Zum Jahrestag schenkt Brad seiner Freundin ein Tiki-Amulett, das scheinbar sexuelle Begierde beim Träger bewirkt. Das Amulett gehört jedoch eigentlich der bösen Zauberin Darvella, die alles daran setzt, es wieder in ihre Hände zu bekommen.

## Hintergrund
Produziert wurde der Film von der Produktionsgesellschaft American Independent Productions und vertrieben durch Retromedia Entertainment. Er wurde ab Sommer 2005 mehrfach zu festen Uhrzeiten und „on demand“ bei den Senderketten Cinemax und Showtime ausgestrahlt.

## Rezeption
The Video Vacuum gibt dem Film drei Sterne und lobt neben der allgemeinen Leistung der Darsteller insbesondere die erste Szene des Filmes mit Stacy Burke und Cailey Taylor. Ebenso geben auch Obscure Horror und Dr. Gore's Movie Reviews durchgehend positive Bewertungen ab.